# FTK&K
FTK&K（エフティーケー・アンド・ケー）は、日本のロックバンドである。2002年結成。
リリースはせず、ライブのみで活動する。また、演奏曲すべてがカバー（主に洋楽）である。結成時の名称はFT2K'S。

## メンバー
- 田中和将（たなか かずまさ、1974年1月15日 - ）ボーカル、ギター。兵庫県神戸市出身。O型。GRAPEVINE。
- 藤井謙二（ふじい けんじ、1969年3月8日 - ）ギター。広島県福山市出身。A型。身長180cm。HI NORMAL LUNCH、The Birthday、元MY LITTLE LOVER。
- 金戸覚（かねと さとる、1966年8月25日 - ）ベース。愛媛県宇和島市出身。A型。元WILLIES APPLE元JOHN BRIEF。
- 亀井亨（かめい とおる、1972年8月2日 - ）ドラムス、作曲。大阪府大阪市平野区出身。O型。桃山学院大学卒業。GRAPEVINE。

## 参加作品
- 『BEAT OFFENDERS A TRIBUTE TO THE COLLECTORS』
  - THE COLLECTORS(ザ・コレクターズ)のトリビュート・アルバム。「TEENAGE FRANKENSTEIN」をカバー。（FT2K'S名義）